# Baronía geográfica
Una baronía geográfica moderna, en Escocia, Irlanda y otras partes perisféricas de Inglaterra, constituye una división administrativa de un país, normalmente de importancia y rango más bajos que un condado.

## Origen
Una baronía geográfica es un legado de tiempos medievales de un área de terreno poseído bajo la forma de tenencia de tierras feudales denominada baronía feudal, o baronía por tenencia, ya sea en una baronía feudal inglesa, una baronía feudal escocesa o una baronía feudal irlandesa, las cuales operaban bajo sistemas legales y sociales diferentes. Al igual que los condados modernos ya no están bajo el control administrativo de un noble o conde y en general las baronías geográficas ya no están conectadas con los barones feudales, ciertamente ya no lo están en Inglaterra donde tal tenencia de tierras estuvo abolida junto con el sistema feudal entero mediante la Ley de Abolición de Tenencia de Tierras de 1660. La posición en Escocia es más compleja, a pesar de que la imposición legal de los barones feudales escoceses estuvo abolida a principios del siglo XXI.